# Mark Courtney
Mark Courtney est un arbitre international nord-irlandais de football né le 26 avril 1972 en Irlande du Nord.

## Biographie
Mark Courtney est arbitre international depuis 2003.
Il est désigné arbitre pour le tournoi de Toulon de 2006. Il est également arbitre lors de la Nations cup en 2011.
Il est arbitre de Catégorie 2 d'après l'UEFA.